# Basiasco
Basiasco is een plaats (frazione) in de Italiaanse gemeente Mairago.